# D. Woods
Wanita Denise Woodgett (Anaheim, Califórnia, 6 de Julho de 1984), é uma cantora, dançarina e atriz americana conhecida por ter feito parte do grupo Danity Kane.

## Discografia
- 2006 -  Danity Kane
- 2008 - Welcome to the Dollhouse